# NGC 4145
NGC 4145 هي مجرة تتبع كوكبة السلوقيان. اكتشفها ويليام هيرشل في 18 مارس 1787.

## روابط خارجية
- NGC 4145 على موقع ويكي سكاي: DSS2, SDSS, GALEX, IRAS, Hydrogen α, X-Ray, Astrophoto, Sky Map, Articles and images